# Pterotettix andrei
Pterotettix andrei är en insektsart som beskrevs av Bolívar, I. 1887. Pterotettix andrei ingår i släktet Pterotettix och familjen torngräshoppor. Inga underarter finns listade i Catalogue of Life.